# Куликов Леонид Яковлевич
Леонид Яковлевич Куликов (2 ноября 1914 — 11 февраля 2001) — советский и российский математик, специалист по теории абелевых групп.

## Биография
Родился в семье железнодорожника в Никитовке Донецкой области. Окончив школу, поступил в химический техникум, по окончании которого некоторое время работал библиотекарем в Славянске. В 1934 году поступил на физико-математический факультет Московского государственного педагогического института, в 1938 году там же продолжил обучение в аспирантуре на кафедре алгебры под руководством Генриха Шапиро. Будучи аспирантом, принимал активное участие в работе алгебраического семинара кафедры высшей алгебры МГУ под руководством Отто Юльевича Шмидта, которого считал своим учителем.
В мае 1941 года защитил кандидатскую диссертацию на тему «К теории абелевых групп произвольной мощности», в тот же год приступил к работе преподавателем кафедры алгебры МГПИ. В период с 1942 по 1946 год преподавал в Ивановском текстильном институте в должности доцента кафедры высшей математики.
С 1946 по 1949 год — доцент кафедры алгебры Ленинградского государственного педагогического института, одновременно проходил докторантуру при Ленинградском отделении Математического института имени Стеклова под руководством Андрея Маркова (младшего). В 1951 году защитил докторскую диссертацию на тему «Обобщённые примарные группы» на математико-механическом факультете Ленинградского государственного университета (оппоненты — Мальцев и Курош). С 1950 по 1955 год работал в должности заведующего кафедрой высшей математики Ленинградского института авиационного приборостроения (ныне - ГУАП), а в 1955 году переведён в Москву на должность старшего научного сотрудника Математического института имени Стеклова.
Вернулся в МГПИ в 1962 году на должность профессора кафедры алгебры, а с 1963 по 1989 год заведовал этой кафедрой, и продолжал работать вплоть до 1996 года, когда оставил должность по состоянию здоровья. Ушёл из жизни 11 февраля 2001 года после тяжёлой продолжительной болезни.

## Вклад в науку
Основные результаты получены в области теории абелевых групп, среди результатов, известных под его именем — теорема Куликова (о сервантных ограниченных подгруппах) и критерий Куликова (о разложимости {\displaystyle p}-примарной абелевой группы в прямую сумму циклических подгрупп).
Во многом благодаря работам Куликова теория абелевых групп выделилась в отдельную ветвь современной алгебры, Селе (венг. Szele Tibor) и Мальцевым отмечался как крупнейший специалист в этой области своего времени.
Основные научные результаты Куликова отражены в книгах Фукса «Бесконечные абелевы группы» и Куроша «Теория групп». К 100-летию со дня его рождения вышла книга «Л. Я. Куликов. Абелевы группы. Избранные труды».

## Педагогическая деятельность
Вёл активную общественно-педагогическую работу, в 1970-е годы, в связи с переходом средней школы на новые учебные планы и учебные программы, особенно много внимания уделял вопросам совершенствования подготовки учителей математики. Являясь председателем Научно-методического совета по математике ГУВУЗа Министерства просвещения СССР, возглавлял работу по созданию новых учебных планов и новых программ для математических и физико-математических факультетов педагогических институтов СССР. Под его руководством и при его непосредственном участии была создана программа по алгебре и теории чисел, в соответствии с которой написал учебник «Алгебра и теория чисел», по состоянию на 2010-е годы по-прежнему являющийся основным учебным пособием по алгебре и теории чисел для студентов пединститутов.

## Память
Очередной Всероссийский симпозиум по теории групп состоялся в МГПИ в 1984 году был приурочен к 70-летию Куликова. В 1994 году состоялся 1-й Всероссийский симпозиум «Абелевы группы», посвящённый 80-летию учёного. В 2014 году прошёл международный симпозиум «Абелевы группы», посвящённый 100-летию со дня рождения Куликова.